# یواس‌اس گرسپ (ای‌آراس-۲۴)
یواس‌اس گرسپ (ای‌آراس-۲۴) (به انگلیسی: USS Grasp (ARS-24)) یک کشتی بود که طول آن ۲۱۳ فوت ۶ اینچ (۶۵٫۰۷ متر) بود. این کشتی در سال ۱۹۴۳ ساخته شد.